# Nils Anton Nilsson

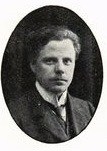
Nils Anton Nilsson

Nils Anton Nilsson, född 4 juni 1880 i Stoby församling, Kristianstads län, död 10 juni 1933 i Göteborgs Vasa församling, var en svensk psykiater. 
Nilsson blev student vid Lunds universitet 1900, medicine kandidat 1904, medicine licentiat vid Karolinska institutet i Stockholm 1909 och medicine doktor där 1924 på avhandlingen Om psykiskt abnorma brottslingar och deras behandling: en rättspsykiatrisk studie, grundad på katamnestisk undersökning av 160 fall, om vilka medicinalstyrelsen under tiden 1901–1918 avgivit utlåtanden med förslag om tillämpning av 5 kap. 6 § strafflagen.
Nilsson var t.f. biträdande hospitalsläkare vid Nyköpings hospital 1909–1911, dito vid Uppsala hospital 1911–1912, hospitalsläkare vid Piteå hospital 1912–1915, asylläkare vid Växjö hospitals kriminalavdelning 1916–1918, hospitalsläkare vid Västerviks hospital och läkare vid Västerviks kronohäkte 1918–1924, t.f. överläkare vid Göteborgs hospital 1924–1926 samt överläkare vid sinnessjukavdelningen på vårdhemmet Gibraltar samt vid polikliniken och familjevården för psykiskt sjuka i Göteborg från 1926. 
Nilsson var sakkunnig vid organisationen av Göteborgs sinnessjukvård och vid byggandet av Lillhagens sjukhus (1926–1932). Han utnämndes 1932 till överläkare och chef för den öppna vården av psykiskt sjuka i Göteborg, innefattande polikliniken, vilohemmet Thamstorp, familjevården och den planerade avdelningen för psykiskt sjuka vid Sahlgrenska sjukhuset. 
Nilsson var medlem av beredningen för ordnandet av Göteborgs sinnessjukvård, 1924–1926, inspektör för Betaniastiftelsens sjukhem 1924–1927. Han var sekreterare i Kalmar läns norra läkareförening 1922–1924 och ordförande i Filosofisk-psykologiska föreningen i Göteborg 1927.